# Arthrosaura
Arthrosaura – rodzaj jaszczurek z rodziny okularkowatych (Gymnophthalmidae).

## Zasięg występowania
Rodzaj obejmuje gatunki występujące w Ameryce Południowej – w Wenezueli, Gujanie, Surinamie, Gujanie Francuskiej, Brazylii, Kolumbii, Ekwadorze, Peru i Boliwii.

## Systematyka

### Etymologia
Arthrosaura: gr. αρθρον arthron „staw, spojenie”; σαυρος sauros „jaszczurka”.

### Podział systematyczny
Do rodzaju należą następujące gatunki:
- Arthrosaura kockii (Lidth De Jeude, 1904)
- Arthrosaura montigena Myers & Donnelly, 2008
- Arthrosaura reticulata (O’Shaughnessy, 1881)
- Arthrosaura synaptolepis Donnelly, McDiarmid & Myers, 1992
- Arthrosaura testigensis Gorzula & Senaris, 1999
- Arthrosaura tyleri (Burt & Burt, 1931)
- Arthrosaura versteegii Lidth De Jeude, 1904